# Timbaland
Timbaland (prononcé en anglais : [ˈtɪmbəˌlænd]), de son vrai nom Timothy Zachery Mosley, né le 10 mars 1972 à Norfolk, en Virginie, est un producteur et rappeur américain. Il est l'un des producteurs américains de hip-hop et RnB les plus connus.
Timbaland est crédité pour la première fois comme producteur sur l'album Ginuwine... the Bachelor du chanteur Ginuwine. Après sa participation à l'album One in a Million d'Aaliyah en 1996, et à l'album Supa Dupa Fly de Missy Elliott en 1997, Timbaland devient l'un des chanteurs et rappeurs les plus importants. En tant que rappeur, il publie plusieurs albums aux côtés de Magoo, puis publie son premier album solo intitulé Tim's Bio: Life from da Bassment en 1998.
En 2002, Timbaland produit le single à succès Cry Me a River pour Justin Timberlake, et collabore pour ses autres albums comme FutureSex/LoveSounds et The 20/20 Experience. Son label, Mosley Music Group, fait participer des artistes comme Nelly Furtado, dont l'album Loose en 2006, produit par Timbaland, est un succès critique et commercial. En 2007, Timbaland publie un nouvel album solo Shock Value, suivi de Shock Value II en 2009.
Timbaland a également collaboré avec d'autres artistes comme Madonna, Pharrell Williams, Rihanna, Jay-Z, Beyoncé, OneRepublic, Drake, Ludacris, Pitbull, David Guetta, Ne-Yo, Rick Ross, Miley Cyrus, Katy Perry, Shakira, Keri Hilson, M Pokora, Bubba Sparxxx, Givichy Universal, Brandy, Björk, Ski Mask the Slump God, Duran Duran, Muse ou encore Nas.

## Biographie

### Jeunesse et débuts (1972-1995)
Timothy Zachery Mosley est né le 10 mars 1972 à Norfolk dans l'État de Virginie, où il grandit, et y sort diplômé de la Salem High School,. Pendant sa période de DJ, il est connu sous le nom de DJ Tim ou DJ Timmy Tim. Son frère Sebastian, a cinq ans de moins que lui. Tim Mosley commence à composer du hip-hop sur un clavier Casio. À la fin des années 1990, Tim s'inspire du style de tekstup, un ami d'enfance qui lui fait découvrir fasttracker. Au lycée, il commence sa collaboration avec le rappeur Melvin Barcliff, qui se produit sous le nom de Magoo. Il rejoint aussi le groupe de producteurs S.B.I. dont fait partie Pharrell Williams.
Au lycée, il est également ami avec les frères Terrence et Gene Thorton, plus tard connus sous les noms de Pusha-T et Malice au sein du groupe de rap Clipse. Missy Elliott découvre son travail musical et commence à collaborer avec Tim Mosley. Elle auditionne avec sa partenaire Sista pour DeVante Swing, un producteur et membre du groupe RnB Jodeci. DeVante signe Sista sur son label Swing Mob. Missy Elliott emmène avec elle Tim Mosley et Magoo à New York, où Swing Mob est basé. C'est d'ailleurs DeVante qui lui donne son surnom de Timbaland, d'après les chaussures Timberland. Sista, Timbaland et Magoo deviennent des membres de SCI Zakys School du label Swing Mob, et sont parfois surnommés Da Bassment. Ils se joignent à des artistes comme Ginuwine et les groupes Playa (Smoke E. Digglera, Static Major et Digital Black) et Sugah. Timbaland travaille alors à la production de nombreux projets avec DeVante, notamment l'album de Jodeci The Show, The After-Party, The Hotel (1995) et celui de Sista, 4 All the Sistas Around the World, finalement non commercialisé.
En 1986, il est pris dans une fusillade et reste paralysé pendant neuf mois. Il passe alors son temps à développer ses mains aux techniques de DJ.

### Tim's Bio: Life From Da Bassment(1996-2002)
En 1996, il collabore à la majeure partie du deuxième album d'Aaliyah, One in a Million. En 1997, il publie un album précurseur avec Magoo, son fidèle collaborateur, Welcome to Our World. Cet album montre les prémices des futurs succès qu'il produira pour Missy Elliott, pour qui il produit entièrement son premier album Supa Dupa Fly, ainsi que pour Ginuwine et Aaliyah. Timbaland publie son premier album solo Tim's Bio: Life from da Bassment le 24 novembre 1998, où se croisent Nas, Jay-Z, Twista, Missy Elliott, et Ludacris. L'album se classe 41e du Billboard 200. Sa notoriété grandissante, il collabore ensuite avec Ludacris, Jay-Z, Petey Pablo ou encore Beck Hansen. Il produit également les trois singles d'Aaliyah, We Need a Resolution, More than a Woman et I Care 4 U qui figure sur l'album éponyme d'Aaliyah sorti en juin 2001.
Le deuxième album de Timbaland et Magoo est prévu pour novembre 2000. Indecent Proposal devrait faire participer Beck, Aaliyah, et les nouveaux protégés, issus de son label Beat Club, de Timbaland - Ms. Jade, Kiley Dean, Sebastian (Tims brother), Petey Pablo, et Tweet. L'album est repoussé à l'année suivante, et sort en novembre 2001. C'est un échec commercial. Beck n'est finalement pas inclus sur la chanson I Am Music et fait participer à la place Timbaland aux côtés de Steve « Static » Garrett de Playa et Aaliyah. Le premier album publié sur Beat Club est Dark Days, Bright Nights de Bubba Sparxxx en septembre 2001. La perte d'Aaliyah affecte profondément Timbaland. La chanteuse décède d'un accident d'avion en août 2001. Durant un appel téléphonique à l'émission Total Request Live sur la chaîne américaine MTV, il explique : « Elle était comme du sang, et j'ai perdu mon sang. Il y avait une alchimie entre elle et moi. Aujourd'hui j'ai perdu ma créativité. C'est difficile de parler aux fans maintenant. Au-delà de la musique, c'était une personne brillante, la personne la [plus spéciale] que j'ai jamais rencontré. »

### Collaboration avec des artistes pop (2003-2005)
Timbaland produit ensuite des titres du premier album de Tweet, Southern Hummingbird, et davantage sur les quatrième et cinquième albums de Missy Elliott, Under Construction et This Is Not a Test!. Après avoir travaillé notamment avec Lil' Kim ou encore Pastor Troy, il collabore avec Scott Storch sur le titre Cry Me a River de Justin Timberlake. Ce dernier publie alors son tout premier album solo Justified, après sa carrière au sein des NSYNC.
Timbaland publie ensuite le deuxième album de Bubba Sparxxx, Deliverance, et son troisième album avec Magoo, Under Construction, Part II. Les deux albums sont bien accueillis, en particulier Deliverance. En 2004, Timbaland produit pour LL Cool J, Xzibit, Fatman Scoop et Jay-Z, ainsi que la majeure partie de l'album Afrodisiac de Brandy. Timbaland coécrit ensuite deux titres et en produit trois sur le premier album de la chanteuse japonaise Hikaru Utada. Il continue son partenariat avec Tweet et Missy Elliott. Il travaille sur le premier album studio de The Game puis sur Rebirth de Jennifer Lopez.

### Loose,Future/SoundsetShock Value(2006-2007)
Timbaland lance son nouveau label, Mosley Music Group, où sont signés Nelly Furtado, Keri Hilson et le rappeur D.O.E,,. À cette période, il collabore, sur de nombreux morceaux, avec son protégé Nate « Danjahandz » Hills. En 2006, il produit le second album de Justin Timberlake, FutureSex/LoveSounds, qui contient les tubes SexyBack, My Love et What Goes Around...Comes Around. Timbaland apparaît sur le single Wait a Minute des Pussycat Dolls et participe à l'album à succès de Nelly Furtado, Loose, notamment les titres Maneater, All Good Things, Promiscuous et Say It Right.
En 2007, Timbaland travaille sur sept morceaux de l'album Volta de Björk. Il collabore, toujours avec son acolyte Danja, à l'album du groupe britannique Duran Duran, Red Carpet Massacre. Il produit notamment le deuxième single Nite Runner avec Justin Timberlake. Il collabore avec 50 Cent pour Ayo Technology sur l'album Curtis.
Le 3 avril 2007, il publie Shock Value avec les collaborations entre autres d'Elton John, Nelly Furtado, Justin Timberlake, Dr. Dre, 50 Cent. Le premier single, Give It to Me, s'est relativement bien classé dans les charts du monde entier. En novembre 2007, il découvre, grâce à Myspace, Lil' Mo et décide de le signer sur son label Mosley Music Group un album étant prévu pour 2012 aux États-Unis. Il est intéressé par les nouveaux groupes jeunes et créateurs de la pop-rock comme Two70 (Boston Berklee). Il travaille également avec Rockstar Games afin de produire Beaterator, un jeu vidéo de mixage pour la PlayStation Portable.

### Autres projets etShock Value II(2008-2011)
En mars 2008, il produit quatre titres pour le chanteur français M. Pokora, tirés de l'album MP3. Le single Dangerous, en collaboration avec son petit frère, Sebastian, se classe premier en France. Fin avril 2008, il participe à l'album Hard Candy de Madonna. Il y coproduit notamment le premier extrait, 4 Minutes avec Justin Timberlake.
La suite de son album Shock Value, Shock Value II, est sortie en 2009. Avec de nombreuses collaborations encore une fois dont JoJo, Miley Cyrus, Chad Kroeger et Esthero. Le premier single est Morning After Dark avec Nelly Furtado et la française SoShy. Le second est Say Something avec Drake, alors que le troisième est un featuring avec Katy Perry, If We Ever Meet Again. En 2009, il apparaît dans un épisode de la Saison 1 de la série Flashforward. Après Katy Perry, c'est au tour de Michelle Branch de collaborer sur un titre avec Timbaland dans Getaway.
En 2010, il participe à l'album Unbroken de Demi Lovato qu'il produit et collabore au titre en avec Missy Elliot. En 2011, il sort le single en en featuring avec le rappeur cubano-américain Pitbull et composé par le français David Guetta.

### Opera Noiret activités récentes (depuis 2012)

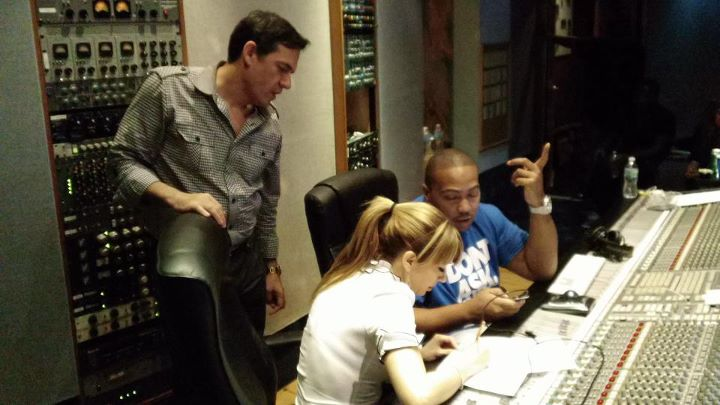
Noelia, Timbaland et Jorge Reynoso, en 2012.

En janvier 2013, il signe sur le label Roc Nation de son ami Jay-Z. Il a aussi produit le nouveau single Bow Down (I Been On) de la chanteuse Beyoncé publié le 17 mars 2013 sur son site officiel.
Durant l'été 2013, il annonce travailler sur le nouvel album posthume de Michael Jackson Xscape. Longtemps annoncé puis repoussé, son 3e album studio solo, Opera Noir (initialement titré Textbook Timbo), sorti en mai 2014.
En décembre, 2024, Timbaland publie un album instrumental de méditation, intitulé Yellow, en collaboration avec Malte Marten.

## Discographie
- 1998 : Tim's Bio: Life from da Bassment
- 2007 : Shock Value
- 2009 : Shock Value II

## Filmographie
- 2001 : 30 Years to Life de Vanessa Middleton (producteur)
- 2009 : Flashforward - Saison 1, épisode 13 : l'homme qui travaille aux archives du FBI